# Домингез, Сандрин
Сандрин Домингез (фр. Cendrine Dominguez; урождённая - Казери (фр. Casery) 14 декабря 1962, Труа, Франция) — французская телеведущая, писательница, продюсер и фотомодель.

## Биография
Родилась 14 декабря 1962 года во французском городе Труа. В 1980 года переезжает в Париж и устраивается фотомоделью.
В 1993 году художественный руководитель Франс 2 Мари Франс Бриер, пригласила её на роль главной хозяйки в популярную телеигру «Ключи от форта Байяр», где она была ведущей целых 10 лет, установив рекорд в ведении одной телепередачи столь долгое время. На 15-летний юбилей телеигры «Ключи от форта Байяр», она приняла участие в качестве участницы, но отказалась вновь стать ведущей из-за страха ко змеям, которые укусили одного участника телешоу, когда Сандрин была ведущей в 2003 году. После укуса змеи, она боялась быть ведущей и ушла из телешоу. Она вела на телеканале Франс 2, также некоторые игровые шоу и телепередачи, рейтинги которых были столь высокими.

## Интернет — сайты
В 2006 году Сандрин Домингез основывает и запускает свой собственный интернет-сайт, посвящённый домоводству, этике и эстетике в домашней обстановке.

## Личная жизнь
В 1986 году вышла замуж за известного французского теннисиста Патриса Домингеса. В этом браке у Сандрин двое детей — дочь Леа (1988) и сын Лео (1990).